# 米奇·羅里奇
麥可·史蒂芬·羅里奇（英語：Michael Stephen Lolich，1940年9月12日—），為美國職棒大聯盟的投手。職業生涯主要效力於底特律老虎，後期則在大都會、教士待了三個球季。羅里奇生涯一共入選3次明星賽，而他最著名的事蹟就是他在1968年世界大賽拿下3場完投勝。羅里奇生涯共累積2832次三振，在他退休時是左投史上最多。

## 職業生涯

### 底特律老虎

#### 1963年–1967年
1963年，羅里奇受邀參加春訓，但是他卻因為在春訓時遲到而惹怒球隊高層，於是他在開季被球隊下放3A。在3A投出防禦率2.45的成績後，羅里奇還是在5月12日完成大聯盟初登板，並在5月28日拿下大聯盟首勝。儘管他的防禦率很出色，不過他卻因為隊友打線無法給予適時支援，導致他整年帳面成績僅拿下5勝9敗。
1964年，羅里奇開始在大聯盟站穩腳步。整年他拿下18勝9敗，防禦率3.41。他在4月24日面對雙城隊的比賽投出3安打的完封，這是他生涯首場完封勝。該年他還192次三振在美聯的三振榜拿下第四名。
1965年，羅里奇拿下15勝9敗，防禦率3.44的成績。而他的單季226次三振在美聯排名第二多，僅次於山姆·麥克道威爾。
在經歷過兩個強勢的球季後，羅里奇在1966年表現稍微下滑。該年他拿下14勝14敗，防禦率上升至4.77。而羅里奇也駁斥了體重過重導致球威下滑的論述，表示自己是因為在球場上專注力不夠，導致自己常常搞砸領先。
1967年，球隊聘請了前大聯盟投手強尼·塞恩擔任投手教練。而塞恩也修改了羅里奇的投球方式，讓羅里奇的投球可以更流暢。這年雖然羅里奇僅拿下14勝13敗，不過他單季投出6次完封勝為美聯最高。而老虎隊也在這年躋身成為季後賽熱門球隊。
同年7月底，由於底特律發生暴動事件，因此羅里奇被密西根空軍國民衛隊徵召要求去處理暴動事件。這次徵召讓羅里奇缺席了12天的賽程。在回到球隊後，羅里奇收到了疑似來自黑豹黨的死亡威脅。最後導致FBI不得不在羅里奇先發的頭兩場比賽中，於老虎球場旁邊放置幾名狙擊手以確保他的人身安全。

#### 1968年世界大賽
這年老虎隊在開幕戰輸給紅襪後，便一口氣拿下9連勝。後來球隊因為在8月戰績出現下滑，使得老虎隊將羅里奇調往牛棚。整年他拿下17勝9敗，並送出197次三振。這年老虎隊另一名投手丹尼·麥克連更是投出誇張的31勝6敗，最後老虎隊拿下美聯冠軍，更是以12場勝差領先第二名的金鶯。
在世界大賽首戰輸球後，羅里奇在第二場擔任先發，他不僅送出9局完投勝，自己還敲出一支全壘打。這支全壘打更是羅里奇生涯唯一一轟。第5場，羅里奇在球隊1勝3敗的情況下又送出一次完投勝，幫助老虎隊將戰線延長。
第6場，McLain終於發揮單季31勝的王牌身分，加上Jim Northrup的滿貫砲追平系列賽。第7場，只休息兩天的羅里奇再次擔綱先發，面對紅雀王牌Bob Gibson。兩人在前6局都力保無失分，直到7局上老虎隊攻下3分。最後他們以4比1打敗紅雀，拿下世界大賽冠軍。
老虎隊是大聯盟史上第三支在1勝3敗逆境下連贏3場比賽逆轉奪冠的球隊，羅里奇成為史上第12位在世界大賽拿下3次勝投的選手，也是20世紀最後一位達成此成就的球員。而羅里奇在該年世界大賽3場勝投都是完投勝，他不僅是最後一位達成此紀錄的投手，而且是唯一一位達成的左投手。最後羅里奇拿下世界大賽MVP。

#### 1969年–1975年
1969年，羅里奇拿下單季19勝，並入選生涯首次明星賽。該年他還兩度達成單場16次三振。1971年他以25勝拿下美聯勝投王，另外他還締造29場完投和單季308次三振，其中後者目前仍是老虎隊史單季三振紀錄。此時期的羅里奇以表現穩定為名，1971年至1974年間，他每年都能替球隊貢獻至少300局的局數。1971年，他更是拿下賽揚獎票選第二名，僅次於維達·布魯。
1972年，羅里奇拿下22勝，防禦率2.50寫下生涯新低。這年老虎隊順利打進美聯冠軍賽，不過與運動家鏖戰5場後敗下陣來。羅里奇在第一場先發11局苦吞完投敗，他在第四場完投9局僅失1分，不過也沒拿下勝投。後來他在賽揚獎票選上輸給蓋洛·佩里和Wilbur Wood拿下第三名。
隨後兩年羅里奇都拿下16勝，不過1974年老虎隊卻成為分區爐主。1975年，他超越了華倫·史潘的生涯三振數(2583次)成為當時大聯盟史上最多三振數的左投手。但是這年老虎隊的進攻火力差到不行，羅里奇在其中連續14場先發居然只獲得隊友14分的火力支援，這段期間球隊吞下1勝13敗。而羅里奇的防禦率也只有3.88而已。最後他在那年拿下12勝18敗。

### 大都會與教士
1975年12月12日，老虎隊將羅里奇和Billy Baldwin交易至大都會，換來Rusty Staub和Bill Laxton。1976年球季，羅里奇投出8勝13敗，防禦率3.22。由於他在球季中和投手教練發生不和，加上訓練員在球季結束後退休，於是羅里奇決定暫時告別棒球。1977年球季，他在底特律郊區開了一家甜甜圈店。1978年，他以自由球員身分和教士隊簽約。
1978年，羅里奇主要以後援投手身分上場。該年他拿下2勝1敗，防禦率1.56。這年羅里奇新增了蝴蝶球作為他的主要球種之一，然而不穩定的出賽也使得他萌生退意。1979年球季結束後，39歲的羅里奇宣布退休。

## 生涯投球數據
| 出賽數 | 勝  | 敗  | 勝率 | 防禦率 | 完投 | 完封 | 救援成功 | 投球局數 | 安打 | 失分 | 自責分 | 全壘打 | 保送 | 三振 | 觸身球 | 投手犯規 | 暴投 | 守備率 |
| 586    | 217 | 191 | .532 | 3.44   | 195  | 41   | 10       | 3638.1   | 3366 | 1537 | 1390   | 347    | 1099 | 2832 | 92     | 8        | 124  | .935   |

## 退休之後
1979年，羅里奇持續進行他的甜甜圈生意，並在1983年將店鋪移到密西根州的奧里恩湖。1990年代後期，羅里奇將他的甜甜圈店鋪收起來並宣布退休。之後他在老虎隊位於佛州萊克蘭的棒球訓練營持續指導後進。由於他個人非常的親民，不會因為自己是棒球明星而展現出很大牌的氣勢。因此他也深受許多人歡迎與尊敬。
2003年，羅里奇與另外26名球員被引薦入選至名人堂票選。不過羅里奇因為職業生涯沒有拿下一座賽揚獎，使得他的得票數無法衝高，這也是他遲遲未能入選名人堂的主要原因。

## 外部連結
- 球員資訊和成績在MLB，ESPN，Retrosheet ，Baseball Reference ，Baseball Reference (Minors) ，Fangraphs ，The Baseball Cube （英文）
- 米奇·羅里奇在台灣棒球維基館上的頁面（繁體中文）